# Вандер Эш, Лейтон
Лейтон Вандер Эш (англ. Leighton Vander Esch; 8 февраля 1996, Риггинс, Айдахо) — профессиональный американский футболист, выступающий на позиции лайнбекера в клубе НФЛ «Даллас Каубойс». Участник Пробоула в сезоне 2018 года. На студенческом уровне играл за команду Университета штата Айдахо в Бойсе. Лучший защитник конференции Маунтин Вест по итогам 2017 года. На драфте НФЛ 2018 года был выбран в первом раунде под общим девятнадцатым номером.

## Биография
Лейтон Вандер Эш родился 8 февраля 1996 года в Риггинсе в штате Айдахо. Его дед эмигрировал в США из Нидерландов в начале XX века. Он окончил старшую школу Сэлмон-Ривер. В составе её футбольной команды Вандер Эш играл на позициях квотербека и центрального лайнбекера, дважды побеждал в чемпионате штата в своём дивизионе. Выиграл два чемпионата штата в составе баскетбольной команды, занимался лёгкой атлетикой.

### Любительская карьера
После окончания школы Вандер Эш поступил в университет штата Айдахо в Бойсе. Сезон 2014 года он провёл в статусе освобождённого игрока, принимая участие в тренировках команды. В футбольном турнире NCAA он дебютировал в 2015 году, сыграв в двенадцати матчах. В 2016 году из-за травм смог провести только шесть игр.
В сезоне 2017 года Вандер Эш закрепился в стартовом составе команды, сыграв все четырнадцать матчей. По среднему количеству захватов за матч он занял 14 место в поддивизионе FBS I дивизиона NCAA. По итогам года он был признан лучшим защитником конференции Маунтин Вест, вошёл в состав её сборной звёзд. Претендовал на Берлсуэрт Трофи, присуждаемый лучшему игроку студенческого футбола, начинавшему карьеру без спортивной стипендии.

#### Статистика выступлений в NCAA
| Сезон | Команда             | Игры | Захваты | Захваты | Захваты | Захваты | Захваты | Перехваты | Перехваты | Перехваты | Перехваты | Перехваты | Фамблы | Фамблы | Фамблы | Фамблы |
| Сезон | Команда             | Игры | Solo    | Ast     | Tot     | Loss    | Sk      | Int       | Yds       | Y/R       | TD        | PD        | FR     | Yds    | TD     | FF     |
| ----- | ------------------- | ---- | ------- | ------- | ------- | ------- | ------- | --------- | --------- | --------- | --------- | --------- | ------ | ------ | ------ | ------ |
| 2014  | Бойсе Стейт Бронкос | —    | —       | —       | —       | —       | —       | —         | —         | —         | —         | —         | —      | —      | —      | —      |
| 2015  | Бойсе Стейт Бронкос | 12   | 14      | 6       | 20      | 1,0     | 0,0     | 0         | 0         | 0,0       | 0         | 1         | 1      | 0      | 0      | 0      |
| 2016  | Бойсе Стейт Бронкос | 6    | 23      | 4       | 27      | 3,5     | 1,0     | 1         | 0         | 0,0       | 0         | 0         | 0      | 0      | 0      | 0      |
| 2017  | Бойсе Стейт Бронкос | 14   | 91      | 50      | 141     | 8,5     | 4,0     | 2         | 27        | 23,5      | 0         | 5         | 0      | 0      | 0      | 4      |
| Всего | Всего               | 32   | 128     | 60      | 188     | 13,0    | 5,0     | 3         | 47        | 15,7      | 0         | 6         | 1      | 0      | 0      | 4      |

### Профессиональная карьера
Перед драфтом НФЛ 2018 года аналитик сайта Bleacher Report Мэтт Миллер среди сильных сторон игрока называл его скорость и подвижность, физические данные, полезность на всех трёх даунах, способность играть против тайт-эндов, игровое чутьё. К минусам он относил ошибки при игре против блоков, не всегда правильное использование возможностей своего тела и большую историю травм. Миллер прогнозировал ему выбор в первом раунде драфта, сравнивая его с лайнбекером Люком Кикли.
На драфте Вандер Эш был выбран «Далласом» в первом раунде под общим девятнадцатым номером. В мае он подписал с клубом четырёхлетний контракт на сумму 11,8 млн долларов. В дебютном сезоне в НФЛ он сыграл в шестнадцати матчах, одиннадцать из которых начал в стартовом составе. Вандер Эш стал лидером команды по общему числу захватов, установил командные рекорды для новичков по количеству захватов за сезон и в одном матче. В январе 2019 года он вошёл в число участников Пробоула, где заменил травмированного Люка Кикли. В регулярном чемпионате 2019 года он провёл только девять матчей, пропустив остальные из-за травмы шеи. После окончания сезона ему была сделана операция. В мае 2020 года Вандер Эш сообщил о своём полном восстановлении.
В 2020 году Вандер Эш из-за проблем со здоровьем смог провести только десять матчей, а когда находился на поле, то не оказывал существенного влияния на игру команды. Суммарно он пропустил около 44  % всех розыгрышей «Далласа» в защите, 16,7  % его попыток захватов оказались неудачными. Этот показатель стал худшим в его карьере. В мае 2021 года «Каубойс» объявили от отказе от возможности продления контракта с игроком на пятый сезон. В регулярном чемпионате 2021 года он сыграл во всех семнадцати матчах, сделав сэк и перехват. По оценкам сайта Pro Football Focus Вандер Эш занял 27 место в лиге среди 89 квалифицированных лайнбекеров.

#### Статистика выступлений в НФЛ

##### Регулярный чемпионат
| Сезон | Команда        | Игры | Захваты | Захваты | Захваты | Захваты | Захваты | Перехваты | Перехваты | Перехваты | Перехваты | Перехваты | Фамблы | Фамблы | Фамблы | Фамблы |
| Сезон | Команда        | Игры | Solo    | Ast     | Tot     | Loss    | Sk      | Int       | Yds       | Y/R       | TD        | PD        | FR     | Yds    | TD     | FF     |
| ----- | -------------- | ---- | ------- | ------- | ------- | ------- | ------- | --------- | --------- | --------- | --------- | --------- | ------ | ------ | ------ | ------ |
| 2018  | Даллас Каубойс | 16   | 102     | 38      | 140     | 2       | 0,0     | 2         | 56        | 28,0      | 0         | 7         | 0      | 0      | 0      | 0      |
| 2019  | Даллас Каубойс | 9    | 43      | 29      | 72      | 1       | 0,5     | 0         | 0         | 0,0       | 0         | 3         | 0      | 0      | 0      | 1      |
| 2020  | Даллас Каубойс | 10   | 32      | 28      | 60      | 1       | 1,0     | 0         | 0         | 0,0       | 0         | 0         | 1      | 0      | 0      | 1      |
| 2021  | Даллас Каубойс | 17   | 48      | 29      | 77      | 4       | 1,0     | 1         | 7         | 7,0       | 0         | 2         | 0      | 0      | 0      | 0      |
| Всего | Всего          | 52   | 225     | 124     | 349     | 8       | 2,5     | 3         | 63        | 21,0      | 0         | 12        | 1      | 0      | 0      | 2      |

##### Плей-офф
| Сезон | Команда        | Игры | Захваты | Захваты | Захваты | Захваты | Захваты | Перехваты | Перехваты | Перехваты | Перехваты | Перехваты | Фамблы | Фамблы | Фамблы | Фамблы |
| Сезон | Команда        | Игры | Solo    | Ast     | Tot     | Loss    | Sk      | Int       | Yds       | Y/R       | TD        | PD        | FR     | Yds    | TD     | FF     |
| ----- | -------------- | ---- | ------- | ------- | ------- | ------- | ------- | --------- | --------- | --------- | --------- | --------- | ------ | ------ | ------ | ------ |
| 2018  | Даллас Каубойс | 2    | 9       | 5       | 14      | 0       | 0,0     | 0         | 0         | 0,0       | 0         | 0         | 0      | 0      | 0      | 0      |
| 2021  | Даллас Каубойс | 1    | 5       | 8       | 13      | 0       | 0,0     | 0         | 0         | 0,0       | 0         | 0         | 0      | 0      | 0      | 0      |
| Всего | Всего          | 3    | 14      | 13      | 27      | 0       | 0,0     | 0         | 0         | 0,0       | 0         | 0         | 0      | 0      | 0      | 0      |